# Rangers Football Club 2016-2017
Questa voce raccoglie le informazioni riguardanti il Rangers Football Club nelle competizioni ufficiali della stagione 2016-2017.

## Stagione
- In Scottish Premiership i Rangers si classificano al terzo posto (67 punti), dietro a Celtic e Aberdeen.
- In Scottish Cup sono eliminati in semifinale dal Celtic (2-0).
- In Scottish League Cup sono eliminati in semifinale dal Celtic (0-1).

## Maglie e sponsor
| Casa | Trasferta | Terza divisa |

## Rosa
| N. |                        | Ruolo | Calciatore             |
| -- | ---------------------- | ----- | ---------------------- |
| 1  | Inghilterra (bandiera) | P     | Wes Foderingham        |
| 2  | Inghilterra (bandiera) | D     | James Tavernier        |
| 3  | Inghilterra (bandiera) | D     | Clint Hill             |
| 4  | Irlanda (bandiera)     | D     | Rob Kiernan            |
| 5  | Scozia (bandiera)      | D     | Lee Wallace (capitano) |
| 6  | Scozia (bandiera)      | D     | Danny Wilson           |
| 7  | Inghilterra (bandiera) | A     | Joe Garner             |
| 8  | Spagna (bandiera)      | C     | Jon Toral              |
| 9  | Scozia (bandiera)      | A     | Kenny Miller           |
| 10 | Scozia (bandiera)      | C     | Barrie McKay           |
| 11 | Inghilterra (bandiera) | C     | Josh Windass           |
| 14 | Ghana (bandiera)       | A     | Joe Dodoo              |
| 15 | Inghilterra (bandiera) | C     | Harry Forrester        |
| 16 | Scozia (bandiera)      | C     | Andy Halliday          |
| 17 | Irlanda (bandiera)     | D     | Lee Hodson             |

| N. |                        | Ruolo | Calciatore         |
| -- | ---------------------- | ----- | ------------------ |
| 18 | Inghilterra (bandiera) | D     | Jordan Rossiter    |
| 19 | Croazia (bandiera)     | C     | Niko Kranjčar      |
| 20 | Stati Uniti (bandiera) | C     | Emerson Hyndman    |
| 21 | Inghilterra (bandiera) | C     | Matt Crooks        |
| 23 | Scozia (bandiera)      | C     | Jason Holt         |
| 24 | Svizzera (bandiera)    | D     | Philippe Senderos  |
| 25 | Inghilterra (bandiera) | P     | Jak Alnwick        |
| 27 | Scozia (bandiera)      | D     | David Bates        |
| 29 | Scozia (bandiera)      | A     | Michael O'Halloran |
| 33 | Inghilterra (bandiera) | A     | Martyn Waghorn     |
| 52 | Scozia (bandiera)      | C     | Liam Burt          |
| 53 | Scozia (bandiera)      | D     | Kyle Bradley       |
| 54 | Scozia (bandiera)      | D     | Aidan Wilson       |
| 55 | Scozia (bandiera)      | C     | Jamie Barjonas     |
| 61 | Malta (bandiera)       | D     | Myles Beerman      |